# MaPat López de Zatarain
Martha Patricia López de Zatarain más conocida como MaPat López de Zatarain o MaPat es una productora de telenovelas mexicanas es hermana de la actriz María Marcela y del productor Marco Vinicio.
Desde el año 2017, Televisa empezó a no renovar contratos de exclusividades a sus productores y actores y en agosto de 2018 Televisa no le renovó contrato de exclusividad a MaPat, por lo que su último proyecto para Televisa fue Tenías que ser tú.

## Trayectoria

### Productora ejecutiva

#### Telenovelas
- Tenías que ser tú (2018)
- Corazón que miente (2016)
- La sombra del pasado (2014-2015)[3]
- La mujer del Vendaval (2012-2013)
- Ni contigo ni sin ti (2011)[4]
- Juro que te amo (2008-2009)
- Yo amo a Juan Querendón (2007-2008)[5]
- Piel de otoño (2005)[6]
- De pocas, pocas pulgas (2003)[7]
- María Belén (2001)
- El niño que vino del mar (1999)
- Una luz en el camino (1997-1998)
- Luz Clarita (1996-1997)

#### Series
- Al derecho y al derbez (1992-1995)

### Gerente de producción
- Dos vidas (1988)
- La indomable (1987)
- La gloria y el infierno (1986)
- Abandonada (1985)

### Asistente de producción
- La pasión de Isabela (1984)
- Un solo corazón (1983)

### Actriz
- Ni contigo ni sin ti (2011)
- Yo amo a Juan Querendón (2007)
- Piel de otoño (2005)
- La indomable (1987)

## Premios y nominaciones

### Premios TVyNovelas
| Año  | Categoría                 | Telenovela              | Resultado |
| ---- | ------------------------- | ----------------------- | --------- |
| 2017 | Mejor telenovela          | Corazón que miente      | Nominada  |
| 2016 | Mejor telenovela          | La sombra del Pasado    | Nominada  |
| 2016 | Mejor reparto             | La sombra del Pasado    | Nominada  |
| 2008 | Mejor telenovela          | Yo amo a Juan Querendón | Nominada  |
| 1994 | Mejor programa de comedia | Al derecho y al Derbez  | Ganadora  |

### TV Adicto Golden Awards
| Año  | Categoría                   | Telenovela      | Resultado |
| ---- | --------------------------- | --------------- | --------- |
| 2008 | Mejores créditos de entrada | Juro que te amo | Ganadora  |
| 2005 | Mejor telenovela mexicana   | Piel de otoño   | Ganadora  |

### Premios Bravo
| Año  | Categoría                 | Telenovela  | Resultado |
| ---- | ------------------------- | ----------- | --------- |
| 2002 | Mejor telenovela infantil | Maria Belén | Ganadora  |

- Premio "Excelsis Diamante" 2012[12]

- Trayectoria por 20 años en Televisa 2012[13]